# Komáří hůrka
Komáří hůrka (deutsch Mückenberg) ist ein Berg im böhmischen Osterzgebirge. Direkt am Erzgebirgskamm gelegen ist er eine bedeutende Landmarke der Region. Der Gipfel ist mit einem Berghotel überbaut, von Bohosudov (Mariaschein) führt eine Sesselbahn auf den Gipfel. 
Bis in jüngere Vergangenheit war am Mückenberg der Bergbau auf Zinn und weitere Erze bedeutsam. Der in das Berghotel integrierte Anläuteturm, mehrere Pingen und ausgedehnte Bergehalden zeugen davon. 

## Lage und Umgebung
Der Mückenberg liegt nordöstlich von Krupka (Graupen) und südöstlich von Cínovec (Böhmisch Zinnwald) unmittelbar am markanten Steilabfall des Erzgebirges. Dadurch ist er ein markanter Aussichtspunkt, von dem aus eine Sicht in fast alle Himmelsrichtungen möglich ist. Außerdem wird vom Mückenberg aus der für das Erzgebirge typische Charakter einer Pultscholle mit dem Steilabfall nach Süden in anschaulicher Weise deutlich.

## Name
Der deutsche Name des Berges ist auf eine alte Sage zurückzuführen, welche von einem Wilderer berichtet, der in Fojtovice (Voitsdorf) Hühner und Gänse stahl. Durch seine Schnelligkeit gelang ihm ständig die Flucht vor den aufgebrachten Bauern. Als er versuchte die einzige Kuh eines alten Mütterchen zu stehlen, hob diese ihre Wünschelrute und rief: „Du sollst von Mücken zerstochen werden, bevor du den Gipfel des Berges erreichst!“ Daraufhin erschien wahrhaftig ein großer Mückenschwarm, der den Dieb zum Erliegen brachte. Seit dieser Zeit trägt der Berg seinen Namen.

## Geschichte

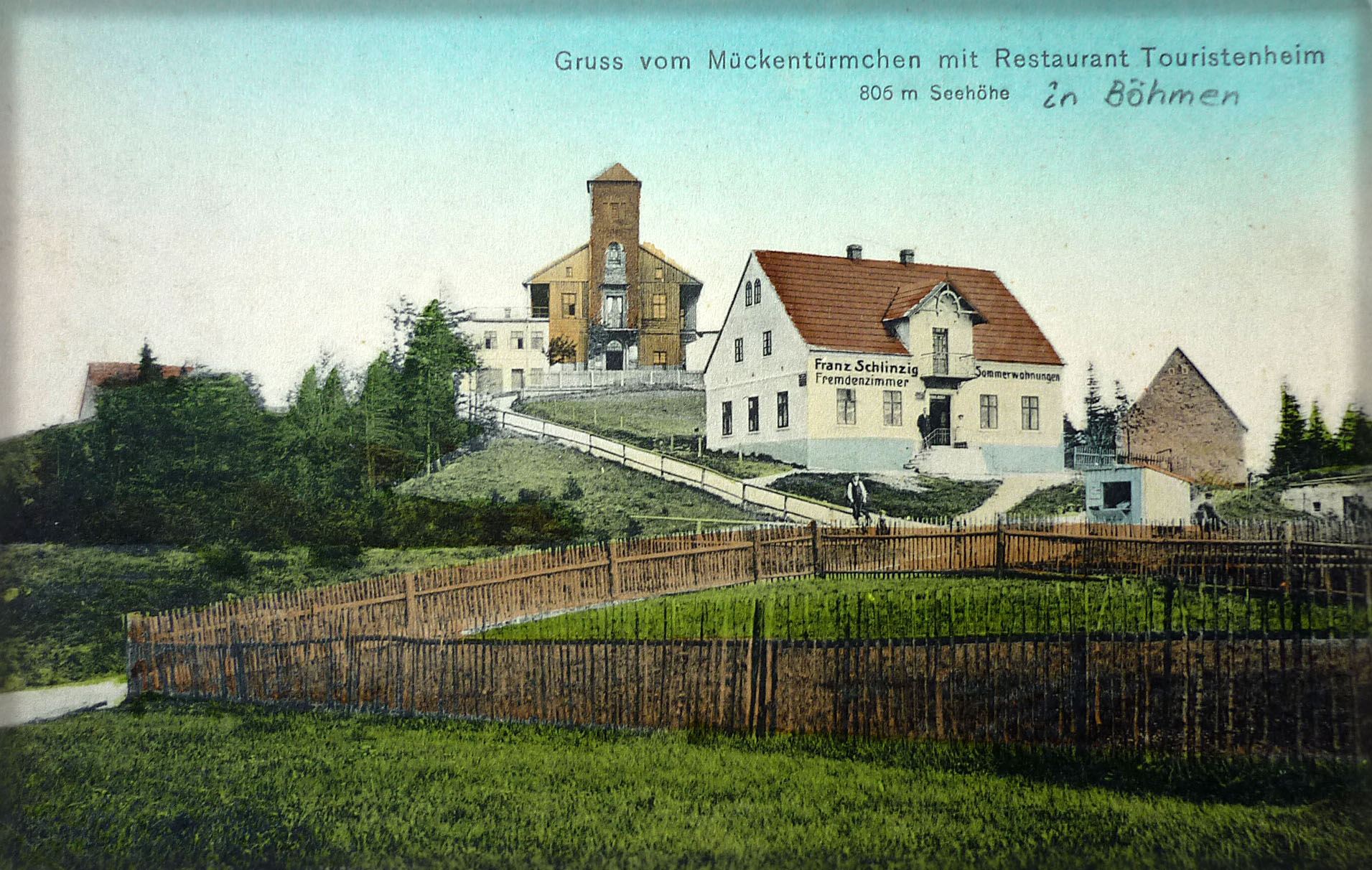
Gipfelbauten auf dem Mückenberg um 1900. In der Mitte der seinerzeit bereits in die Schankwirtschaft integrierte Anläuteturm von 1586.

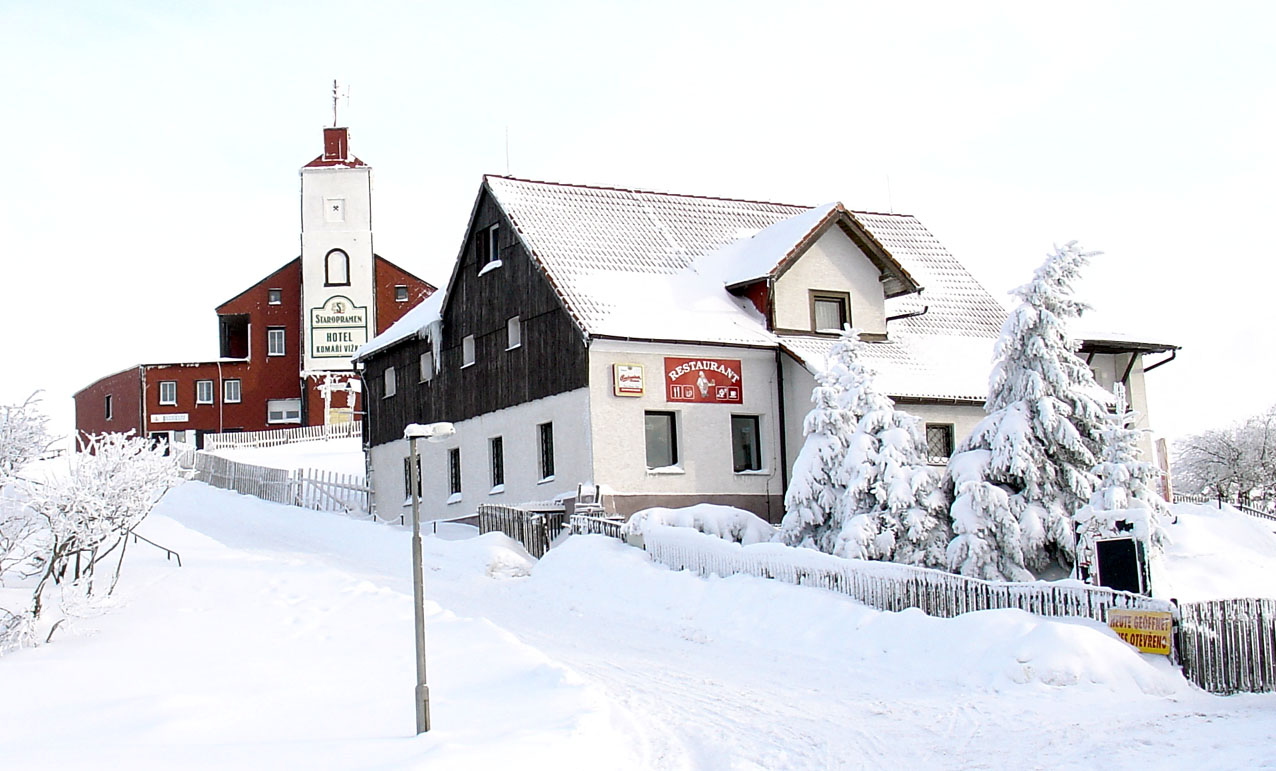
Blick vom quasi gleichen Standpunkt im Winter 2003/2004.

### Bergbau
An der Wende vom 12. zum 13. Jahrhundert war das Gebiet um Graupen eines der bedeutendsten Zinnbergbaureviere Europas. Die Suche nach weiteren  Zinnerzvorkommen brachte Bergleute im 14. Jahrhundert auf den Erzgebirgskamm am Mückenberg. Im Jahr 1416 wird der Bergbau am Mückenberg erstmals urkundlich erwähnt. Die jahrhundertelange Förderung hat in der Landschaft um den Berg deutlich sichtbare Spuren hinterlassen. Unter seiner Oberfläche verbergen sich zahlreiche alte Stollen, und Teile seiner Berglehne sind mit Pingen übersät.

### Gipfelerschließung und -bauten
Im Jahr 1568 wurde von der Graupener Bergknappschaft unter dem Bergmeister David Koith auf dem Gipfel ein steinerner Turm (gewöhnlich als die „Bastei“ bezeichnet) erbaut. In diesem wurde eine Glocke aufgehängt, um den Bergleuten der umliegenden Zinnbergwerke die Tageszeiten sowie Schichtbeginn und Schichtende zu verkünden. Vom 25. Juni 1692 datiert zudem ein Schriftstück, das bei entsprechendem Glockenläuten dreimal täglich ein Gebet für die Bergleute anordnete. Das Läuten erledigte ein ausgedienter Bergmann, der als „Anläuter“ bezeichnet wurde. Dieser hatte seine Wohnung in einem dem Turm angeschlossenen, kleinen Häuschen. Der Standort des Turms bildete nicht nur die höchste Stelle, sondern auch annähernd den Mittelpunkt des Graupener Zinnbergbaus, denn auch die Geisinger Gruben gehörten seinerzeit den Graupener Bergherren. Für diesen Turm bürgerte sich im Volksmund die Bezeichnung Mückentürmchen (tschechisch: Komáří vížka) ein.
Der Turm blieb in seiner Gestalt bis zum Jahr 1857 unverändert. Der damalige Besitzer, der Graupener Bergverwalter Raimund Zechel, ließ das angebaute Häuschen abtragen und stattdessen eine Schankwirtschaft errichten. Der Turm wurde mit in den Bau einbezogen und in diesem vertragsgemäß dem Anläuter eine freie Wohnung übergeben. In der Folge wurde der Berg ein Anziehungspunkt für Touristen, deren Zahl tendenziell stieg. Ehedem meist nur im Sommer besucht, setzte im ersten Drittel des 20. Jahrhunderts, begünstigt durch den Aufschwung des Wintersports, auch Wintertourismus ein.

### Bergbahn

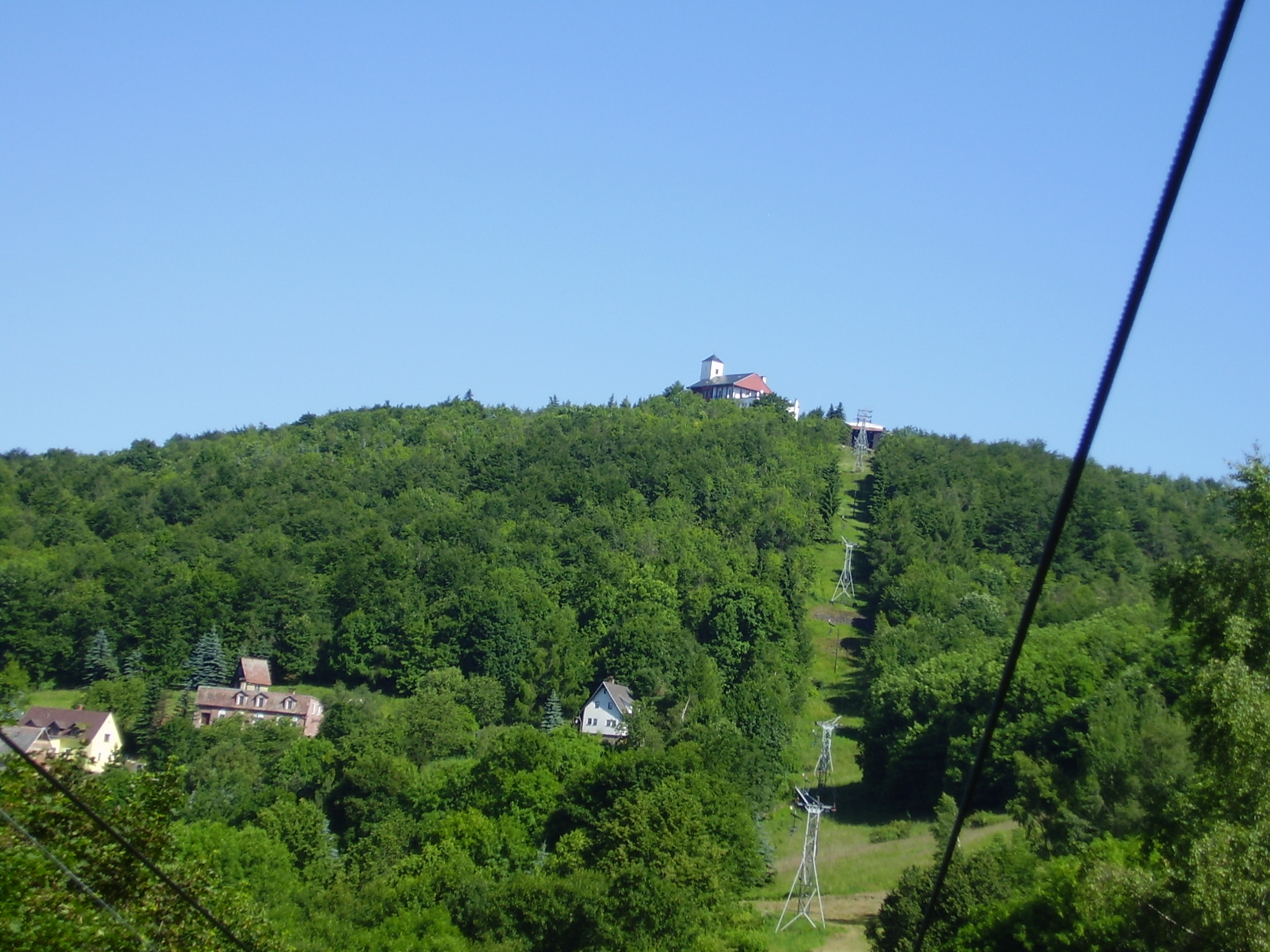
Blick zum Gipfel mit Bergstation der 1950–1952 errichteten Sesselbahn.

Bereits 1914 gab es Pläne für eine Seilschwebebahn auf den Berg. Jedoch verhinderte der Erste Weltkrieg die Ausführung.
Zu Beginn der 1930er Jahre gab es erneut Pläne zur Errichtung einer Seilbahn von Süden auf den Erzgebirgskamm. Da bei diesem Projekt die Beförderung von großen Lasten (Lastwagen und Fuhrwerken) vorgesehen war, entschied man sich, die Standseilbahn von Mariaschein zum südwestlich des Mückenbergs gelegenen Gipfel des Klösenbergs zu errichten. Das Projekt sah eine etwa 1794 Meter lange, normalspurige Standseilbahn vor, die bei einer Geschwindigkeit von 2 m/s in 15 Minuten Fahrzeit 60 bis 100 Personen oder 6 bis 10 Tonnen Last über 457 Meter Höhenunterschied befördern konnte. In Fortführung des Straßengüterverkehrs (insbesondere Kohlentransporte) nach Sachsen, sollte überdies der vorhandene Weg vom Gipfel zur Straßenverbindung Mückenberg-Voitsdorf-Müglitz-Lauenstein entsprechend ausgebaut werden. Damit die Bahn Kohlentransporte ohne Umladen auf den Berg befördern konnte, waren Plattformwagen vorgesehen, auf denen Fahrzeuge transportiert werden konnten. Im Sommer 1932 wurden bereits Vermessungsarbeiten durchgeführt und die Baupläne beim zuständigen Ministerium eingereicht. Zur Finanzierung sollte die „Seilbahn Mariaschein-Mückenberg A.-G.“ gegründet und Aktien ausgegeben werden. Warum dieses weit vorangeschrittene Projekt letztendlich nicht zur Ausführung kam, ist nicht bekannt.
Tatsächlich realisiert wurde in den Jahren 1950 bis 1952 ein von Bohosudov auf den Gipfel führende Doppelsesselbahn nach dem Schweizer System von Roll VR101, die mit 2348 Metern Länge zur Zeit ihrer Errichtung die längste Sesselbahn in Mitteleuropa war. Sie überwindet einen Höhenunterschied von 482 Metern. Auch heute noch gilt die in Schweizer Lizenz vom Unternehmen Transporta Chrudim errichtete Bahn als die längste in Tschechien ohne Zwischenstation. Sie ist die letzte in Betrieb befindliche Anlage ihrer Bauart in Europa. Seit 2013 stehen die Stationen und technischen Anlagen der Seilbahn unter Denkmalschutz.

## Aussicht
Die Aussicht ist insbesondere nach Süden auf das Böhmische Mittelgebirge, nach Osten zum Elbsandsteingebirge und nach Westen zum Hauptkamm des Erzgebirges sehr lohnend. Nach Norden versperren der Geisingberg und die Kohlhaukuppe eine umfassende Sicht nach Sachsen, jedoch ist bei guter Sicht das Elbtal mit Dresden auszumachen.

## Wege zum Gipfel
- Mit dem Pkw oder Fahrrad ist die direkte Auffahrt zum Gipfel möglich.
- Von Krupka aus verkehrt die oben beschriebene Doppelsesselbahn auf den Gipfel.
- Zu Fuß über mehrere markierte Wanderwege, so zum Beispiel über die Alte Dresden-Teplitzer Poststraße und die Burg Kyšperk.
- Vom Parkplatz in Fürstenau (am Zollhaus) über den Wanderübergang, durch Fojtovice hindurch, sind es etwa 5 Kilometer.
- Seit dem Beitritt Tschechiens zum Schengener Abkommen ist das Mückentürmchen auch vom Dorf Müglitz aus zu erreichen. Der in etwa 90 Minuten zu bewältigende Fußweg verläuft entlang der Reste des Dorfes Mohelnice.
- Der Europäische Fernwanderweg E3 führt über den Komáří hůrka.
- Gleichsam ein von Krupka über Geising und Altenberg nach Zinnwald verlaufender Grenzüberschreitender Bergbaulehrpfad.
- Im Winter verläuft die Erzgebirgische Skimagistrale Krušnohorská lyžařská magistrála von Cínovec über den Berg nach Nakléřov.